# Север Трирски
Север Трирски је био епископ града Трира од око 445/446. године. Ширио је хришћанство германским народима који су живели у областима доњег Мозела и Средње Рајне.

## Живот
Био је у блиском контакту са Германом из Оксера и Лупом из Троа (* до 383; † око 478) и веровало се да је био Лупов ученик 430-их година.
На месту епископа наследио мандат Леонтија Трирског. Једно од његових најзначајнијих доприноса било је праћење Германа на његовом другом путовању у Британију у борби против пелагијанизма. Сматра се да је ово путовање било око 446/447.
Касније предање извештава да је добио прву папску привилегију за цркву у Триру.

## Историја
О Северу се говри у историји касне антике светог Вита од Германа Оксерског, а помиње га око 480. године Константин Лионски. Штавише, он се такође појављује у Житију Лупа из Троа и Црквеној историји преподобног Беде. Ови комбиновани радови спојили су раније одвојене извештаје о путовању у Британију и Немачку мисију. У свом истраживању, Вилхелм Левисон је био скептичан у погледу поистовећивања Севера са овим мисијама. Међутим, други истраживачи, као што је Еуген Евиг, се не слажу. Ханс Хуберт Антон је поново критички испитао изворе и закључио да Лупов животопис одговара том времену. 

## Поштовање
У епархији Трир поштује се 15. октобра. Боландисти га поштују 16. марта.